# ألنور بهيماني
ألنور بهيماني هو أستاذ المحاسبة الإدارية، والمدير المؤسس لريادة الأعمال في كلية لندن للاقتصاد والعلوم السياسية. وهو رئيس سابق لقسم المحاسبة. يغطي العمل الأكاديمي في بيماني كضابط مالي في الاقتصاد الرقمي، ومحاسب إداري للتمويل الاستراتيجي، وتنظيم المشاريع والنمو الاقتصادي، وقضايا التنمية والحوكمة العالمية.

## سيرة ذاتية
يحمل بهيماني شهادة البكالوريوس في علوم الغذاء والإدارة من كلية كينغز في لندن، وهو حاصل على درجة الماجستير في إدارة الأعمال من جامعة كورنيل حيث كان باحثًا في فولبرايت وحصل على درجة الدكتوراه من معهد لندن للدراسات العليا، وهو أيضا محاسب قانوني في كندا، تولى بهيماني منصب المحاضرات في المحاسبة والتمويل في بورصة لندن في عام 1988 ليصبح أستاذاً من عام 2006. ترأس إدارة المحاسبة في بورصة لندن خلال الفترة 2009-2012، وكان مديرًا لريادة الأعمال في بورصة لندن من يناير 2014 حتى يونيو 2015، وقد عمل مديراً لمؤسسة إل سي إل أي منذ فبراير 2016.
يشغل بهيماني دور أستاذ زائر في جامعات مختلفة في أوروبا وأمريكا الشمالية وأفريقيا. وقد درّس كأكاديمي زائرة في جامعة ألتو، وجامعة بوكوني، وكلية لندن للأعمال، وجامعة ويتواترسراند، وجامعة ويسترن أونتاريو، وجامعة يورك (كندا)، وقد قام بتدريس دورات في إدارة التكاليف، الاستراتيجية والمراقبة، تنظيم المشاريع على الإنترنت، الأعمال الإلكترونية والإدارة المالية، إدارة الشركات والمساءلة، القيادة التنظيمية التنموية.
منحت كلية إدارة الأعمال بجامعة ألتو في هلسنكي فنلندا البروفيسور بهماني دكتوراه فخرية في عام 2016 مشيرةً بتأثيره على أجندة البحث وتوجيه المحاسبة الإدارية في جميع أنحاء أوروبا.

## بحث واهتمامات الفكرية
ساهم بهيماني في تطوير المحاسبة الإدارية المقارنة كتخصص بحثي مستقل. وقد أجرى تحقيقات تاريخية حول ظهور آليات المحاسبة التي تدل على التبعيات بين الضوابط المحاسبية الهيكلية والتحولات الثقافية على مر الزمن بحثه في المحددات المحاسبية للتقصير يحقق في دور المعلومات غير المالية في تجنب الأزمات المالية. كما قام بالتحقيق في القضايا المتعلقة بالمحاسبة والرقمنة والبيانات الكبيرة والتحليلات.
وتناقش كتبه بحوث المحاسبة الإدارية، مع الإشارة بشكل خاص إلى الابتكارات التنظيمية العملية مثل الإدارة القائمة على الأنشطة، وتحديد التكاليف المستهدفة، والمحاسبة الإدارية الاستراتيجية، ونظم مراقبة الميزانية.
كتابه الذي شارك في تأليفه مع مايكل بروميتش، بعنوان المحاسبة الإدارية: تطور لا ثورة (1989)، يناقش تقييم الاستثمار الاستراتيجي
يتحدث الكتاب الثاني الذي شارك بهيماني في تأليفه مع بروميتش، المحاسبة الإدارية: بعنوان مسارات التقدم (1994)، عن مشاكل الحفاظ على توجه قصير الأجل ومركز داخلياً على معلومات المحاسبة الإدارية في منافسة عالمية قوية. . وقد تلقت مراجعات إيجابية، وتعتبرغنية ومتنوعة من قبل مراجعة المحاسبة. ويتناول كتاب آخر من كتبه، بعنوان التمويل الاستراتيجي: تحقيق أداء الشركات عالية المستوى (2015)، في إدارة المشاريع والابتكار والرقمنة، وكتابه بعنوان الإدارة المالية للتقنية الناشئة (2017)، يعتبر الدراية المالية والمحاسبية محددة لتشغيل الشركات الناشئة في مجال التكنولوجيا.

## منشورات
- Bhimani, A., الإدارة المالية للبدء في مجال التكنولوجيا، 2017 (صفحة كوغان)
- بيماني، أ. «استكشاف العواقب الاستراتيجية للبيانات الضخمة»، مجلة تكنولوجيا المعلومات، (2015) http://www.palgrave-journals.com/jit/journal/vaop/ncurrent/full/jit201429a.html
- بهماني، A. التمويل الاستراتيجي: تحقيق أداء عال للشركات، 2015 (إستراتيجية الصحافة)
- بهيماني، أ. غولامهوسين، م. Lopes, S. (2014). «معلومات عن مسؤولية المالك والإبلاغ المالي كمنبهات لتخلف الشركة عن السداد في القروض المصرفية». مراجعة الدراسات المحاسبية. 19 (2): 769–804.
- بهيماني، أ. ويلكوك، ل. (2014). "البيانات الكبيرة" وتحويل المعلومات المحاسبية". المحاسبة والبحوث التجارية. 44 (4): 469–490. doi:10.1080/00014788.2014.910051.
- بهيماني، أ. غولامهوسين، م. Lopes, S. (2013). «دور المحاسبة المالية، والمعلومات الاقتصادية الكلية وغير المالية في التنبؤ بتوقيت سداد القروض المصرفية». مراجعة المحاسبة الأوروبية. 22 (4): 739–763. دوي:10.1080/09638180.2013.770967. hdl:10071/11739.
- بهيماني، أ. بروميتش، م. (2010). المحاسبة الإدارية: رجعية وآفاق. لندن: إلسفير/سيما. رقم ISBN 9781856179058.
- بهيماني، أ. غولامهوسين، م. Lopes, S. (2010). «محددات التقصير المحاسبية وغير المحاسبية: تحليل للشركات المملوكة للقطاع الخاص». مجلة المحاسبة والسياسة العامة.29 (6): 517–532. doi:10.1016/j.jaccpubpol.2010.09.009.
- Bhimani, A., «إدارة البحوث المحاسبية: الهزات الماضية والحدود الناشئة», في تشابمان، C.; هوبوود، أ. شيلدز، م. (2007). كتيب للبحوث المحاسبية الإدارية. أكسفورد: مطبعة جامعة أكسفورد. ص. 343-364.
- Bhimani, A. (ed.), قضايا معاصرة في المحاسبة الإدارية، 2006 (أكسفورد: مطبعة جامعة أكسفورد)
- Bhimani, A. (ed.), المحاسبة الإدارية في الاقتصاد الرقمي، 2003 (أكسفورد: مطبعة جامعة أكسفورد)
- بيماني، أ. (2002). «الأوروبية بحوث المحاسبة الإدارية: التقاليد في صنع». مراجعة المحاسبة الأوروبية. 11 (1): 99–118. doi:10.1080/09638180220142275.
- بيماني، أ. (1999). «رسم خرائط الحدود المنهجية في البحوث عبر الوطنية لمراقبة الإدارة»./ المحاسبة والمنظمات والمجتمع. 24 (5–6): 413–440. CiteSeerX 10.1.1.460.6902. دوي: 10.1016/S0361-3682(98)00068-3.
- بيماني، أ. (1998). «المعرفة والتحفيز والنموذج المحاسبي: تفسير تاريخي». مراجعة المحاسبة الأوروبية.7 (1): 1–30. دوي:10.1080/096381898336556.

- بهيماني، أ. (ed.)، المحاسبة الإدارية: وجهات النظر الأوروبية، 1996 (أكسفورد: مطبعة جامعة أكسفورد)
- بهيماني، أ. (1994). «المحاسبة وظهور الرجل الاقتصادي». المحاسبة والمنظمات والمجتمع. 19 (8): 637–674. دوي:10.1016/0361-3682(94)90028-0.
- بهيماني، أ. (1994). «المحاسبة التنوير في عصر العقل». مراجعة المحاسبة الأوروبية. 3 (3): 399–442. دوي: 10.1080/09638189400000030.
- بهيماني، أ. بروميتش، م. المحاسبة الإدارية: مسارات التقدم، 1994 (لندن: CIMA)
- بهيماني، أ. (1993). «عدم التحديد وخصوصية التغيير المحاسبي: رينو 1898-1938»./ المحاسبة والمنظمات والمجتمع. 18: 1–39. doi:10.1016/0361-3682(93)90023-Y.
- بروميتش، م.؛ بهيماني، أ. (1989). المحاسبة الإدارية: تطور لا الثورة. لندن: CIMA. رقم ISBN 9780948036651.